# Hypericum carinosum
Hypericum carinosum är en johannesörtsväxtart som beskrevs av Robert Keller. Hypericum carinosum ingår i släktet johannesörter, och familjen johannesörtsväxter. Inga underarter finns listade i Catalogue of Life.